# Genetica quantitativa
La genetica quantitativa è lo studio dei caratteri quantitativi, cioè quei caratteri di una popolazione che possono essere indagati mediante parametri numerici, tali caratteri vengono anche detti poligenici, cioè trasmessi da più geni, pertanto non seguono le regole della trasmissione mendeliana e presentano una distribuzione fenotipica continua.
Come ad esempio il peso, il grado di pigmentazione cutanea, i livelli di attività metabolica, presenza di ipertensione, di obesità, di malattie cardiovascolari, ecc...

## Caratteri quantitativi
I caratteri quantitativi presentano gradi di continuità nella variabilità fenotipica all'interno di un gruppo di individui, tali caratteri a distribuzione continua possono essere misurati mediante analisi matematiche basate sul valore medio, varianza, deviazione standard, coefficienti di correlazione. Tale branca della genetica si basa sull'analisi statistica.

## Espressione fenotipica
I geni, coinvolti nell'espressione di fenotipi a carattere quantitativo, vengono scarsamente perturbati dai fenomeni della dominanza o della recessività, in quanto essi veicolano delle potenzialità, per esempio il carattere dell'altezza (carattere quantitativo) di un individuo non è prefissato nel genoma, esso dipende sia dalla composizione delle diverse varianti di geni ereditate che da diversi fattori ambientali, quali per esempio alimentazione e stile di vita, solo se l'organismo è in un ambiente che gli consenta di sfruttare al massimo le potenzialità genetiche potrà raggiungere il massimo della propria altezza, o della propria aspettativa di vita, l'espressione nel fenotipo di questi caratteri è infatti maggiormente legata all'ambiente ed allo stile di vita che al genoma.
Tali caratteri, essendo anche poligenici, cioè regolati da più geni, rendono difficili le analisi e la comprensione delle stesse, in quanto essendo coinvolti più geni nella manifestazione del carattere, le combinazioni aumentano esponenzialmente, con la risultante presenza di innumerevoli combinazioni di varianti geniche, ogni variante di un singolo gene, in presenza degli altri geni e di altre varianti degli stessi, darà origine ad una combinazione poligenica differente, e quindi ad una differente manifestazione quantitativa del carattere nel fenotipo.

## Ricerca applicata
La genetica quantitativa, occupandosi di caratteri quantitativi quali per esempio produzione di latte, contenuto lipidico del latte, ritmo di accrescimento nei giovani, indice di conversione alimentare, numero di uova deposte, spessore del
lardo dorsale nei suini, ecc... ha trovato applicazione nel campo della zootecnia in particolare nel campo del miglioramento genico degli animali da allevamento